# Султан Мухаммад (Тимурид)
Султан Мухаммад (ок. 1418—1452) — принц из династии Тимуридов, правитель Фарса в Персии (1447—1452), второй сын
Байсонкура-мирзы и правнук среднеазиатского завоевателя Тамерлана.

## Биография
Второй сын Байсонкура-мирзы (1397—1433), внук Шахруха и правнук Тамерлана. Его матерью была Хандан Ага. Его братьями были Ала уд-Даула и Абу-л-Касим Бабур.
В последние годы правления Шахруха Султан Мухаммад поднял восстание в западных провинциях Империи Тимуридов. Шахрух смог подавить бунт и захватить в плен многих его сторонников в 1446 году, но Султан Мухаммад нашел убежище в Луристане. После смерти своего деда в 1447 году Султан Мухаммад вернулся из Луристана и подчинил своей власти Центральную Персию. Вместе со своим сводным братом Абу-л-Касимом Бабуром из Хорасана и дядей Улугбеком из Мавераннахра Султан Мухаммад стал одним из трех самых могущественных правителей распадающейся Империи Тимуридов.
Султан Мухаммад, стремясь расширить свои владения, вскоре начал войну с Мирзой Абу-л-Касимом Бабуром и вторгся в Хорасан. Вначале его кампания шла хорошо. В 1450 году он разгромил своего брата в Мешхеде, после чего последний уступил ему часть своих владений. Но вскоре Султан Мухаммад был взят в плен своим братом Мирзой Абу-л-Касимом Бабуром, который приказал его казнить. Затем Абу-л-Касим Бабур захватил владения Султана Мухаммада, но вскоре вынужден был уступить их Джаханшаху из Кара-Коюнлу. Его сыном был Ядгар Мухаммад-мирза, который стал правителем Хорасана на шесть недель.

## Личная жизнь
У Мухаммеда было две жены:
- Ага-Беги Ага, дочь Юсуфа Текхана, мать Улуг-Ага-Бегум
- Тунди Беги Ага, мать Ядгара Мухаммада Мирзы.